# Child's Play (1988)
Child's Play is een Amerikaanse horrorfilm uit 1988 geregisseerd door Tom Holland.
De acteurs zijn onder meer Catherine Hicks, Chris Sarandon, Alex Vincent, Brad Dourif, Dinah Manoff, Tommy Swerdlow, Jack Colvin en Neil Giuntoli. De film kreeg later diverse sequels, maar deze film was de enige die door Metro-Goldwyn-Mayer is geproduceerd. De rechten voor het maken van vervolgen werden doorverkocht aan Universal Studios. Child's Play werd opgenomen in Chicago en duurt 87 minuten.

## Verhaal
Wanneer de seriemoordenaar Charles Lee Ray 's avonds dodelijk gewond raakt tijdens een beschieting door de detective Mike Norris, breekt hij voor hij aan zijn verwondingen bezwijkt in in een speelgoedwinkel. Met behulp van een voodoo-spreuk legt hij zijn ziel in een van de bij kinderen geliefde "good-guy"-poppen. De winkel wordt hierna door de bliksem getroffen en brandt volledig af.
Niet lang daarna krijgt Andy Barclay voor zijn zesde verjaardag een speciaal cadeau: de behekste pop met Rays geest erin, Chucky genaamd, die zijn moeder, de weduwe Karen Barclay, heeft gekocht van een straatventer. Karen zit als weduwe krap bij kas en kan zich de normale prijs van een "good-guy"-pop (Andy's hartewens) niet veroorloven.  De straatventer vertelt er niet bij dat hij de pop in een uitgebrande winkel heeft gevonden.
Andy draagt de pop 24 uur per dag bij zich. Deze Chucky begint zich echter al snel vreemd te gedragen. Eerst zet hij op eigen houtje de televisie aan en sluipt 's nachts door de woonkamer.  Vervolgens begint hij ook met moorden. Het eerste slachtoffer is Karens vriendin Maggie, die een avond op Andy moet passen. Terwijl ze 's avonds voor de televisie zit wordt ze door Chucky met een hamer aangevallen en door het raam van het appartement gegooid. Andy's moeder denkt dat haar zoons fantasie op hol is geslagen wanneer Andy beweert dat zijn pop leeft en tegen hem iets anders zegt dan alleen de voorgeprogrammeerde standaardzin Hi, I'm Chucky and i'm your friend till the end. Haydehoo! Ha Ha Ha Zo zou Chucky ook gezegd hebben dat Maggie een teringwijf was en dat ze kreeg wat ze verdiende. Vervolgens blaast Charles Lee Ray in de gedaante van Chucky het huis op van zijn vroegere metgezel Eddie Caputo, die hem in de steek heeft gelaten.
Uiteindelijk krijgt Andy de schuld van de beide moorden, en hij wordt in een algemeen psychiatrisch ziekenhuis geplaatst. Behalve Andy zelf heeft ook zijn moeder echter ondertussen doorgekregen dat de pop de ware schuldige is, omdat deze blijkt te bewegen zonder batterijen. Ze dreigt Chucky/Ray in het vuur te gooien als hij zijn ware identiteit niet onthult. Hierop valt de pop ook Karen aan. Uiteindelijk weet Chucky/Ray uit het huis van Karen te ontsnappen nadat hij haar bijna heeft vermoord. Nadat ook Norris, die met een onderzoek naar Maggies dood bezig was, in zijn auto door Chucky is aangevallen, is iedereen eindelijk overtuigd van de waarheid.
Rays levende ziel wil niet voor altijd vast blijven zitten in een poppenlichaam. Chucky/Ray treedt in contact met zijn voormalige voodooleraar John, die vertelt dat Ray alleen kan ontsnappen als hij zijn echte identiteit bekendmaakt aan een mens, en middels een volgende voodoospreuk zijn geest nogmaals verhuist in het lichaam van deze zelfde persoon. Ray had zijn identiteit al aan Andy bekendgemaakt, dus moet hij het lichaam van Andy overnemen. Ray probeert diverse malen in het lichaam van Andy te komen, hoewel hij telkens gehinderd wordt. Hij vermoordt voorts nog de directeur van de psychiatrische kliniek waar Andy is opgenomen. Uiteindelijk lukt het Karen Barclay en Mike Norris om de vervloekte pop in het vuur te gooien, maar de pop weet ook dit te overleven. Pas wanneer hij door Norris door het hart is geschoten, lijkt Chucky/Ray definitief vernietigd te zijn.
In de laatste scène kijkt Andy gefascineerd naar de restanten van de pop, alsof hij er iets speciaals mee heeft.

## Rolverdeling
| Acteur          | Personage                                 |
| --------------- | ----------------------------------------- |
| Brad Dourif     | Charles Lee Ray / Chucky (stem)           |
| Catherine Hicks | Karen Barclay                             |
| Alex Vincent    | Andy Barclay                              |
| Chris Sarandon  | Rechercheur Mike Norris                   |
| Dinah Manoff    | Maggie Peterson                           |
| Tommy Swerdlow  | Jack Santos                               |
| Jack Colvin     | Dr. Ardmore                               |
| Neil Giuntoli   | Eddie Caputo                              |
| Ray Oliver      | Dr. Death (als Raymond Oliver)            |
| Alan Wilder     | Mr. Criswell                              |
| Juan Ramírez    | Dakloze venter                            |
| Tyler Hard      | Mona                                      |
| Edan Gross      | Vriendelijke Chucky / Good Guy-pop (stem) |

## Ontvangst
Chucky/Ray werd na verloop van tijd een icoon in de wereld van de horrorfilms en speelde de hoofdrol in de vervolgen. De invalshoek van deze volgende delen werd er wel steeds meer een waarin op een cult-camp-publiek werd gericht, doordat de moordzuchtige pop meer en meer als een paskwil werd neergezet in plaats van met de bedoeling angst aan te jagen. Zo krijgt Chucky/Ray in het vierde deel Bride of Chucky een eveneens van plastic gemaakt vriendinnetje, en in het daaropvolgende deel (Seed of Chucky) zelfs nageslacht.

## Vervolgen
- Child's Play 2 (1990)
- Child's Play 3 (1991)
- Bride of Chucky (1998)
- Seed of Chucky (2004)
- Curse of Chucky (2013)
- Cult of Chucky (2017)
- Chucky (2021-heden) - tv-serie

### Remake
- Child's Play (2019)